# Футбольная ассоциация Южного Судана
Футбольная ассоциация Южного Судана (SSFA) — организация, осуществляющая управление футболом в Южном Судане, базирующаяся в столице страны Джубе. Ассоциация осуществляет контроль за Чемпионатом Южного Судана по футболу, Футбольной Премьер-Лигой Южного Судана, Национальным Кубком Южного Судана по футболу, Суперкубком Южного Судана по футболу, сборной Южного Судана по футболу, а также способствует развитию футбола в стране. Она была основана в 2011 году и является филиалом CECAFA, CAF и FIFA .

## Президенты ассоциации
В апреле 2011 года министр по делам молодежи, спорта и отдыха правительства Южного Судана Макуак Тени Юк издал министерский приказ о создании Временной футбольной ассоциации.
Ассоциация в течение одного года контролировала футбольные дела в Южном Судане. Её возглавили Оливер Мори Бенджамин — в качестве президента, Дуб Фой Джок — в качестве вице-президента, Рудольф Андера Уджика — в качестве генерального секретаря и Джейден Джада Соломон — в качестве казначея. Всего в ней было 17 членов.
В мае 2011 года ассоциация назначила Малеша Соро первым менеджером сборной Южного Судана по футболу .
В апреле 2012 года Чабур Гок Алей сменил Оливера Мори Бенджамина на посту президента Футбольной ассоциации Южного Судана.
В июне 2017 года Фрэнсис Амин избран новым президентом Футбольной ассоциации Южного Судана.
22 июля 2021 года Аугустино Мадуот Парек до 2025 года был избран президентом Футбольной ассоциации Южного Судана, заменив Фрэнсиса Амина.

## Членство в CAF, CECAFA и FIFA
В феврале 2011 года, говоря о возможности присоединения Южного Судана к CAF, президент CAF Исса Хаяту сказал: «…мы готовимся к идее принятия нового члена. Мы направим делегацию для изучения ситуации, и наши действия будут вытекать из её доклада».
8 февраля 2012 года CAF опубликовала повестку дня своего Конгресса, в которой говорилось, что члены CAF обсудят «Предложение о приеме Футбольной ассоциации Южного Судана (SSFA) в качестве нового члена». Два дня спустя CAF приняла Южный Судан в свой состав.
9 мая Южный Судан присоединился к CECAFA.
25 мая 2012 года члены ФИФА одобрили вступление Южного Судана, всего «за» проголосовало 176 членов ФИФА, только 4 проголосовали «против» присоединения Футбольной Ассоциации Южного Судана к ФИФА.